# Festuca kemerovensis
Festuca kemerovensis là một loài thực vật có hoa trong họ Hòa thảo. Loài này được Chus. mô tả khoa học đầu tiên năm 2003.